# André Moes
André Moes (nascido em 2 de março de 1930) é um ex-ciclista luxemburguês, que competiu em duas provas do ciclismo de estrada nos Jogos Olímpicos de 1952, disputadas na cidade de Helsinque, Finlândia.